# Генрих LXVII
Генрих LXVII (нем. Heinrich LXVII; 20 октября 1789, Шлейц — 11 июля 1867, Гера) — имперский князь из дома Рейсс, правитель княжества Рейсс младшей линии в 1854—1867 годах. Генерал кавалерии прусской армии, участник Наполеоновских войн.

## Биография
Он был вторым сыном князя Генриха XLII (1752—1818) и Каролины Гогенлоэ-Лангенбургской (1761—1849) и младшим братом своего предшественника Генриха LXII, которого он сменил на посту суверенного князя в 1854 году.
Генрих LXVII пошел в армию в молодом возрасте. 28 февраля 1805 года он получил чин поручика прусской армии с мундиром титулярного офицера. 9 апреля 1806 года возведен в сан императорского князя. С 1806 по 1809 год он учился в Дрездене. Во время Освободительных войн служил младшим лейтенантом в 3-м Бранденбургском гусарском полку. Участвовал в кампании 1814 года. Сражался в битве при Лаоне, получил Железный крест 2-го класса за сражение при Ла-Шоссе, сражался в боях при Шалоне, Монмирале, Шато-Тьерри, Сезанне и Мо. После войны, 4 ноября 1815 года перевёлся в 3-й Уланский полк. Там 10 октября 1816 года оп получил звание ротмистра, но 4 августа 1818 года он ушел в отставку с правом ношения мундира своего полка. В тот же день он был повышен в звании до майора. 18 января 1824 года он был награждён прусским орденом Святого Иоанна.11 февраля 1836 года он получил статус офицера À la suite, а 1 ноября 1840 года он был повышен до полковника. Позже он получал звания генерал-майора (22.03.1845) и генерал-лейтенанта (19.04.1851).
После смерти своего бездетного брата Генриха LXII 16 сентября 1854 года, он унаследовал княжество Рейсс младшей линии. Новый князь немедленно распорядился тренировать армию княжества по прусским стандартам. При его поддержке, министр Эдуард Генрих фон Гельдерн-Криспендорф провёл в парламенте княжества реакционные изменения в конституцию. В связи с 50-летием службы был награждён прусским орденом Чёрного орла (28.02.1855), также был удостоен саксонского ордена Рутовой короны (7.04.1855), ордена Белого сокола Великого герцогства Саксен-Веймар-Эйзенах (7.04.1855) и большого креста бельгийского ордена Леопольда I (4.09.1856).
20 октября 1857 года Генрих LXVII учредил княжескую награду — Золотой и Серебряный Крест Заслуг, также известный как «Гражданский Крест Заслуг» (в отличие от «Креста Заслуг», учреждённого князем Генрихом XIV в 1869 году).
1 июля 1860 года он получил звание генерала каваллерии. Во время Германской войны 1866 года изначально придерживался нейтралитета, после поражения Австрии при Садове он ушел в отставку. Летом того же года его княжество вошло в состав Северогерманского союза.
Генрих LXVII имел славу человека таланта, знаний и делового опыта и пользовался большой популярностью в своей стране. Состоял в ложе масонов. Как князь, он был близким союзником Пруссии. По его инициативе, после того как резиденция была перенесена из Шлейца в Геру в 1848 году, замок Остерштайн был капитально отремонтирован между 1859 и 1863 годами.
Он был женат на принцессе Адельгейде Рейсс цу Эберсдорф (1800—1880) с 1820 года.

## Семья
Женился в 18 апреля 1820 года в Эберсдорфе на княжне Адельгейде Рейсс цу Эберсдорф (28.05.1800 — 25.07.1880), дочери князя Генриха LI Рейсс Эберсдорфского (1761—1822) и графиня Луизs фон Хойм (1772—1832). В отличие от своего мужа, принцесса не пользовалась большой популярностью среди подданных. Она была склонна к высокомерию и имела репутацию скупой. В браке родилось восемь детей, шестеро из которых умерли в младенчестве:
- Генрих V (1821—1834)
- Анна (1822—1902), замужем за князем Адольфом Бентхайм-Текленбургским (1804—1874).
- Елизавета (1824—1833)
- Генрих VIII (1827—1828)
- Генрих XI (1828—1830)
- Генрих XIV (1832—1913), князь Рейсс младшей линии.
- Генрих XVI (1835—1836)
- Мария (1837—1840)